# Straparola

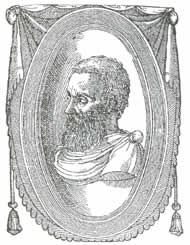
Gianfrancesco Straparola (Caravaggio 1480- depois de 1557)

Giovanni Francesco ou Gianfrancesco Straparola da Caravaggio (Caravaggio, 1480 ou antes – depois de 1557) foi um escritor italiano do Renascimento.
Nascido, apararentemente, em Caravaggio, uma localidade na Lombardia ao sul de Bérgamo, conhece-se muito pouco de sua vida, tanto que suspeitou-se que seu nome poderia ser o pseudônimo de alguma pessoa pertencente ao círculo de Ottaviano Maria Sforza, bispo de Lodi, em cuja residência de Murano, próxima a Veneza, desenvolve-se a ação de suas novelas. Em 1508 apareceu em Veneza uma coleção sua de poesia amorosa: L'Opera nova de Zoan Francesco Straparola.
Reuniu suas novelas em uma coleção sob o título de Le piacevoli notti (As noites agradáveis), que apareceu em Veneza em duas partes (1550 e 1553), a segunda escrita diante do éxito que obteve a anterior. A obra apresenta um marco estrutral literário, a imitação do Decamerão, de Giovanni Boccaccio, e contém 75 histórias, nas quais damas e cavalheiros narram uns para os outros contos durante treze noites. Os temas da narrações procedem de fontes mais diversas: as Gesta Romanorum, as hagiografias da Lenda áurea de Tiago de Voragine, os Reais da França, Boccaccio, Franco Sachetti e as Novelae de Morlini. A estas últimas parece devida a introdução do elemento fantástico, típico da primeira parte do conjunto e razão de seu interesse histórico literário. É, por exemplo, a fonte da história La Belle et la Bête (A Bela e a Fera) anterior às de Gabrielle-Suzanne de Villeneuve (1740) e Leprince de Beaumont (1757). À obra de Straparola recorreram como fonte de argumentos Charles Perrault e Moliére.
Os folcloristas tiveram um grande interesse por essa coleção e as fontes populares de alguns de seus contos, como "La bambola Poavola", "La foresta d'agli", "Giovannin cercò la morte", "Il rubino meraviglioso", "L'augel belverde", "Pietropazzo", "La gatta", "Re Porco", "L'uomo selvático", "Brancaleone", "La bella prigioniera", "Il ladro matricolato", etc.